# Pidonia infuscata
Pidonia infuscata är en skalbaggsart som först beskrevs av J. Linsley Gressitt 1939.  Pidonia infuscata ingår i släktet Pidonia och familjen långhorningar. Inga underarter finns listade i Catalogue of Life.